# أنخيل بويرتاس
أنخيل بويرتاس (بالإسبانية: Ángel Puertas)‏ هو لاعب كرة قدم أرجنتيني في مركز الدفاع، ولد في 23 يناير 1980 في بوينس آيرس في الأرجنتين. لعب مع إنديبندينتي وسان مارتين دي سان خوان ولوس أنديس ونادي أتليتيكو بيلغرانو ونادي ألماجرو ونادي سان لورينزو وهوراكان.